# Ринг-гёрл

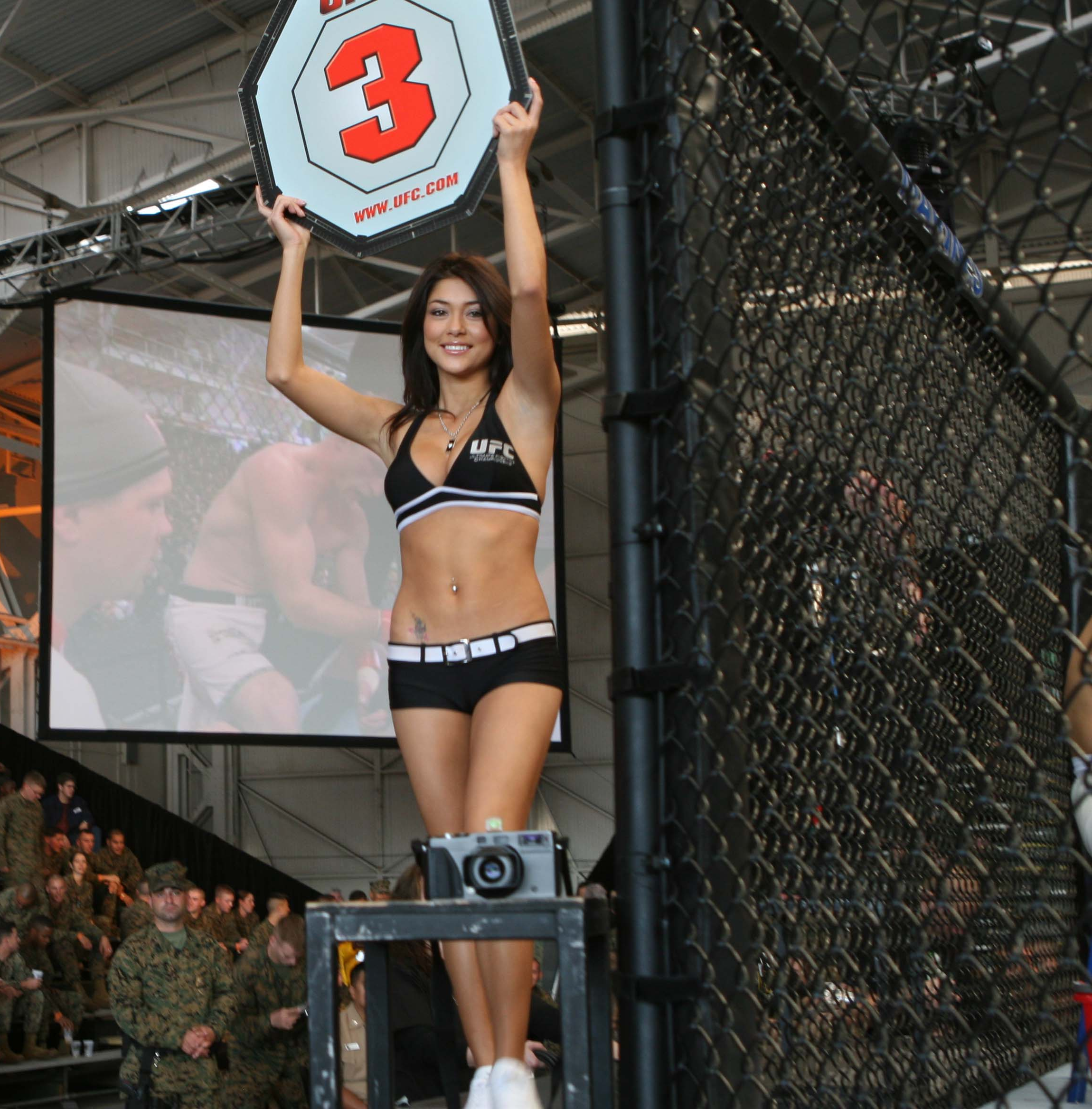
UFC ринг-герл Арианни Селесте оповещает зрителей о начале третьего раунда

Ринг-гёрлз (англ. Ring girls: девушки ринга) — девушки, которые выходят на ринг с табличками-анонсами раундов в некоторых видах спорта (бокс, смешанные боевые искусства, кикбоксинг).

## История
Ринг-гёрлз впервые появились в 1965 году в журнале Ring, который опубликовал фотографию модели из Лас-Вегаса с табличкой на боксёрском поединке.
Из-за того, что ринг-гёрлз критиковались за чересчур откровенные наряды, превращающие спорт в стрип-шоу, с 2015 года в российском боксе им предписана более скромная одежда.